# Bromură
Bromura este, în chimia organică, un anion negativ. Bromurile (compușii care conțin acest ion) sunt săruri ale acidului bromhidric.

## Proprietăți

### Chimice
Ionul bromură este un anion monoatomic cu formula empirică Br-. Forma generală a bromurilor este:
MeVBrv ;
Unde Me este un metal, V este valența metalului, iar v este indicele bromului, egal numeric cu valența metalului.